# Celleporaria intermedia
Celleporaria intermedia är en mossdjursart som först beskrevs av William MacGillivray 1869.  Celleporaria intermedia ingår i släktet Celleporaria och familjen Lepraliellidae. Inga underarter finns listade i Catalogue of Life.